# Колокольчикоцветные
Колоко́льчикоцве́тные (лат. Campanulales) — ботаническое название порядка растений. В современной классификации APG IV как самостоятельный не выделяется. Используется в системе Кронквиста в качестве названия порядка в подклассе Астериды класса Магнолиопсиды цветковых растений. Включает следующие семейства:
- Pentaphragmataceae — Пентафрагмовые, включает единственный род Pentaphragma с 30 видами из Южной Азии[1];
- Sphenoclea — Сфеноклея, 1 род;
- Campanulaceae — Колокольчиковые, 28 родов;
- Stylidiaceae — Стилидиевые, 5 родов (150 видов)[1];
- Donatiaceae — Донатиевые;
- Brunoniaceae — Брунониевые, 1 вид (Брунония австралийская)[1];
- Goodeniaceae — Гудениевые, 1 род.

В системе APG II порядок «колокольчиковые» отсутствует, его семейства включены в астроцветные, кроме Sphenocleaceae, которое включено в паслёноцветные.